# Acmaeodera carlota
Acmaeodera carlota är en skalbaggsart som beskrevs av Henry Clinton Fall 1932. Acmaeodera carlota ingår i släktet Acmaeodera och familjen praktbaggar. Inga underarter finns listade i Catalogue of Life.